# 엄지원
엄지원(嚴志媛, 1977년 12월 25일 ~ )은 대한민국의 배우이다. 1998년부터 연기 활동을 시작해 2002년 MBC 아침 드라마 《황금마차》에 주연급으로 출연 하였고 2003년 영화 《똥개》에 출연하였다. 2006년 영화 《가을로》로 춘사대상영화제에서 여우조연상을 수상했고 2013년 영화 《소원》으로 한국영화평론가협회상 여우주연상을 수상한 바 있다.

## 학력
- 경화여자중학교 (졸업)
- 효성여자고등학교 (졸업)
- 경북대학교 지리학과 (졸업)

## 생애와 경력

### 데뷔전 삶과 초기 활동
엄지원은 1977년 12월 25일에 대구광역시 달서구에서 2녀 중 둘째로 태어났다. 그녀의 아버지 엄이웅(嚴二雄)은 공군사관학교를 졸업한 공군 소령 출신의 공직자로, 2003년 경상북도 정무부지사를 끝으로 퇴임하였다. 엄지원은 경북대학교에서 지리학을 전공하였다.

### 2002–2009년

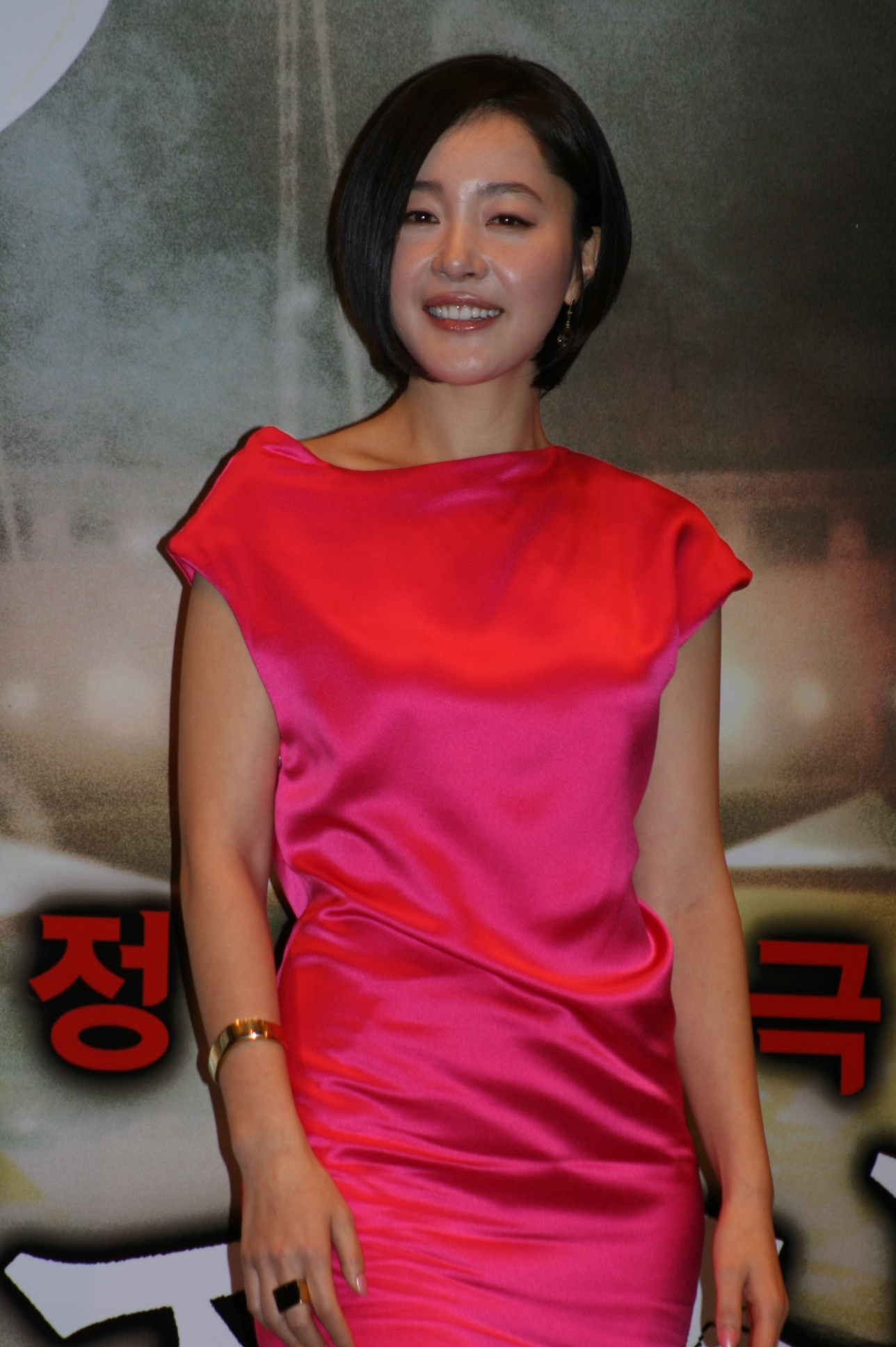
2009년 2월 영화 《그림자 살인》 제작보고회에 참석한 엄지원.

2002년 엄지원은 5월 개봉한 영화 《오버 더 레인보우》에 작은 역할인 장진영(강연희 역)의 직장 동료 김은송 역으로 출연한 후, 같은 해 7월부터 방송된 MBC 아침드라마 《황금마차》에 임지은과 함께 주연으로 캐스팅되어 이복 언니인 임지은(황유정 역)이 낳은 아들(황두리)을 키우는 마음씨 착한 동생 황순정을 연기하며 처음으로 주요 배역을 맡게 되었다. 《황금마차》는 최고 20%가 넘는 시청률을 기록하며 배우 엄지원을 알리는 데 도움이 되었다. 이후 엄지원은 곽경택 감독이 신작 《똥개》에 정우성(차철민 역)의 상대역으로 출연할 신인 여배우를 뽑는다는 소식을 듣고 응모해 3차까지 오디션을 거쳐서 해당 배역에 선발되었다. 그녀가 맡은 역할은 소매치기 출신의 ‘날라리’ 아가씨 김정애 역이었다. 2003년 7월 개봉한 《똥개》는 전국 관객 139만 명을 동원하는 데 그쳐 상업적으로 성공하지는 못했으나, 이 작품에서 엄지원의 연기는 긍정적인 평가를 받았고, 그녀는 그해 청룡영화상 신인여우상 후보에 올랐다. 엄지원은 《똥개》를 통해 배우로서 입지를 다지게 되었는데, 이후 인터뷰에서 그녀도 《똥개》를 “내 인생에서 진짜 데뷔작이자 중요한 작품”, “전환점이 된 작품”이라고 평가하였다.
이듬해인 2004년 엄지원은 SBS 드라마 《폭풍 속으로》, 《매직》에 출연했고, 10월 개봉한 영화 《주홍글씨》에 한석규, 이은주, 성현아와 같이 캐스팅되어 한석규(이기훈 역)의 아내인 첼리스트 한수현을 연기했다. 엄지원은 《주홍글씨》로 같은 해 청룡영화상 여우조연상 후보에 올랐다. 2005년에는 홍상수 감독의 영화 《극장전》에 김상경(김동수 역), 이기우(전상원 역)의 상대역인 최영실로 출연하였는데, 이 작품은 제58회 칸 영화제 경쟁부문에 초청되었다. 2006년 유지태, 김지수와 함께 출연한 멜로 영화 《가을로》에서는 여행 중인 유지태(최현우 역)와 마주치는 삼풍백화점 붕괴 사고의 생존자 윤세진을 연기해서 그해 청룡영화상 여우조연상 후보에 올랐고, 이듬해 춘사대상영화제에서 여우조연상을 수상했다. 《가을로》는 제11회 부산국제영화제 개막작으로 선정되며 주목을 받기도 했으나, 개봉 후 흥행에 성공하지 못하고 전국 관객 약 70만 명을 기록하는 데 그쳤다. 2007년에는 《스카우트》에 출연하여 선동열을 스카우트하러 광주에 온 대학시절 연인 임창정(이호창 역)과 재회하는 시민운동가 김세영을 연기했는데, 이 작품도 31만5천 명의 관객을 기록하며 저조한 성적을 거뒀다. 한편 엄지원은 《야수》(2006년)에 권상우(장도영 역)의 연인인 강주희 역으로 우정출연했고, 《기담》(2007년)과 《좋은 놈, 나쁜 놈, 이상한 놈》(2008년)에도 특별출연 형식으로 얼굴을 내비쳤다. 또한 엄지원은 2008년 9월부터 SBS의 연예정보 프로그램 《한밤의 TV연예》의 MC로 서경석과 함께 이후 2010년 4월까지 진행을 맡았다.
2009년 엄지원은 4월 개봉한 영화 《그림자 살인》에 황정민, 류덕환과 함께 캐스팅되어 사대부가의 여인이자 발명가 순덕 역으로 출연했다. 5월 개봉한 홍상수 감독의 영화 《잘 알지도 못하면서》에는 영화제 프로그래머 공현희 역으로 출연했다. 엄지원은 같은 해인 2009년 배창호 감독의 영화 《기쁜 우리 젊은 날》을 원작으로 한 동명 뮤지컬 《기쁜 우리 젊은 날》에 출연하며 뮤지컬 무대에 데뷔하였고, 단편 영화인 백현진 감독의 《THE END》와 유지태 감독의 《초대》에도 출연하였다.

### 2010년–현재

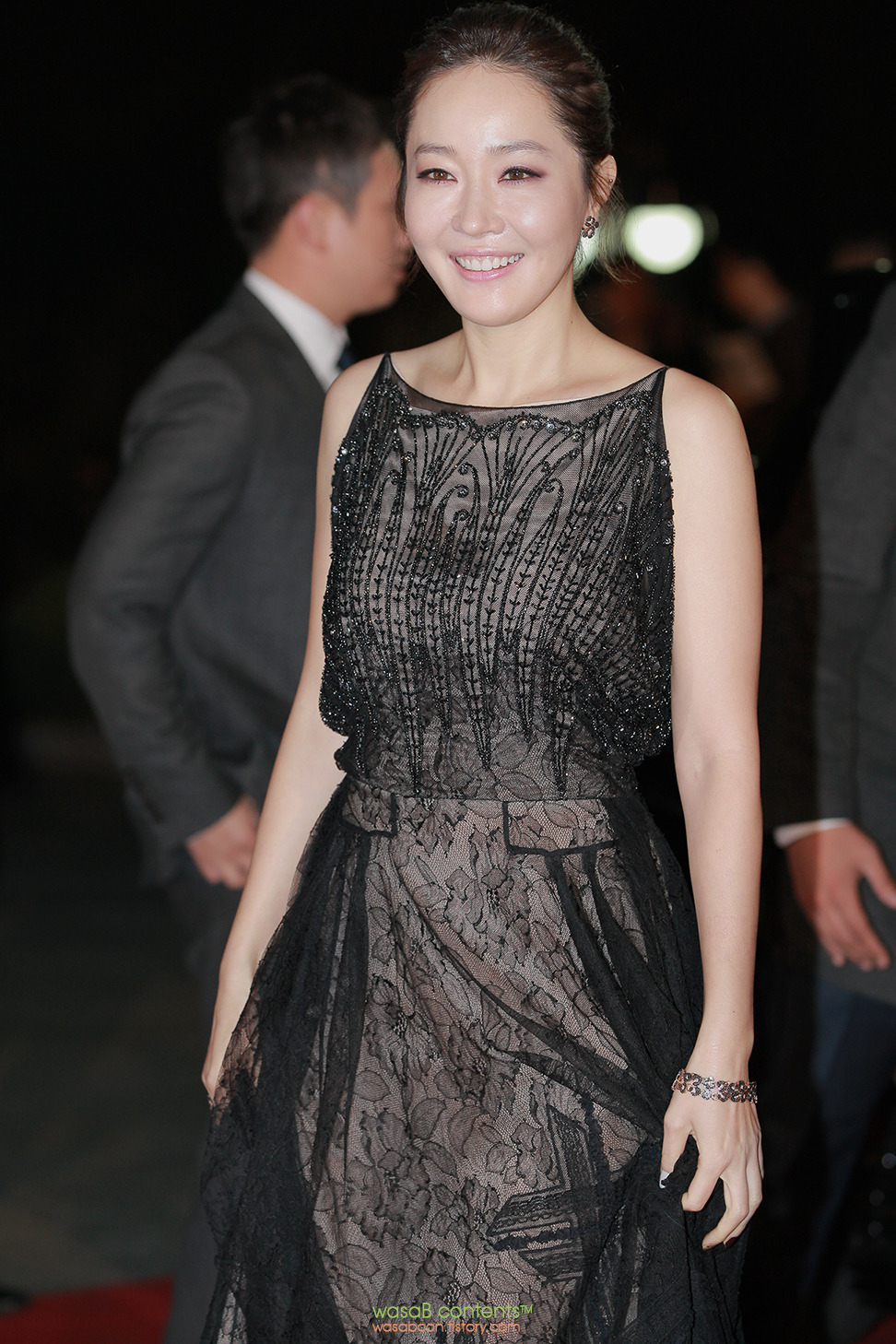
2013년 11월 청룡영화상 시상식장에 입장하는 엄지원.

엄지원은 2010년 1월부터 방송된 MBC 수목드라마 《아직도 결혼하고 싶은 여자》에 박진희, 왕빛나와 함께 캐스팅되어 한영 동시통역사 정다정 역을 맡으며 2004년 《매직》 이후 5년여 만에 텔레비전 드라마에 출연하였다.엄지원은 같은 해 두 편의 코미디 영화에도 출연했다. 《스카우트》 이후 다시 임창정과 같이 캐스팅되어 출연한 로맨틱 코미디 《불량남녀》에는 카드사 채권팀 직원 김무령으로 출연했고, 성을 소재로 한 코미디 《페스티발》에는 신하균, 심혜진, 성동일, 류승범, 백진희, 오달수와 같이 캐스팅되어 신하균(곽장배 역)의 애인인 영어학원 강사 지수 역으로 출연했다.
2011년 1월부터 3월까지는 SBS 수목드라마 《싸인》에 출연했다. 박신양, 김아중, 전광렬 등이 출연한 이 작품에서 엄지원은 여검사 정우진 역을 맡았다. 《싸인》은 극 초기 MBC의 《마이 프린세스》에 시청률이 밀리기도 했으나 이내 ‘명품 드라마’로 호평을 받으며 수목극 시청률 1위에 올랐다.종합편성채널인 JTBC의 주말연속극으로 극작가 김수현이 극본을 쓴 가족극 《무자식 상팔자》에는 지방법원 판사를 그만두고 미혼모가 되는 집안의 큰손녀 안소영 역으로 출연했다. 2013년 1월 개봉한 《박수건달》에는 박신양, 김정태, 정혜영 등과 같이 출연해 무당 명보살을 연기했다. 이 작품은 전국 관객 약 390만 명을 동원하며 흥행에 성공하였다. 10월 개봉한 아동성폭력을 다룬 영화 《소원》에서는 딸이 성폭력을 당하는 어머니 미희를 연기했다. 《소원》은 270만 명의 관객을 동원했다. 엄지원은 이 작품으로 한국영화평론가협회상 여우주연상을 받으며 데뷔 후 첫 여우주연상을 수상했고, 청룡영화상 여우주연상 후보와 백상예술대상 영화부문 여자 최우수연기상 후보 및 대종상 여우주연상 후보에도 올랐다. 다음 출연작으로 2013년 11월부터 방송된 김수현 극본의 SBS 주말드라마 《세 번 결혼하는 여자》에는 애견용품 디자이너인 첫째 딸 오현수 역으로 출연했다.

## 개인 생활
엄지원은 건축가이자 에세이 작가 오영욱과 2014년 5월 27일 서울 장충동 신라호텔에서 결혼식을 올렸다. 그러나 이후 결혼 7년만인 2021년에 이혼하였다. 슬하에 자녀는 없다.

## 연기 활동

### 드라마
| 연도* | 제목                      | 역할        | 방송사  | 비고              |
| ----- | ------------------------- | ----------- | ------- | ----------------- |
| 1998  | 공포의 눈동자             | 학생        | SBS     |                   |
| 1998  | 미우나 고우나             |             | SBS     |                   |
| 1998  | 아니 벌써                 | 엄지원      | MBC     |                   |
| 1999  | 지구용사 벡터맨 2기       | 라디아 공주 | KBS2    |                   |
| 2000  | 세 친구                   | 엄지원      | MBC     |                   |
| 2002  | 황금마차                  | 황순정      | MBC     |                   |
| 2004  | 폭풍 속으로               | 오정희      | SBS     |                   |
| 2004  | 매직                      | 하연진      | SBS     |                   |
| 2008  | 온에어                    | 엄지원      | SBS     | 5회에 카메오 출연 |
| 2010  | 아직도 결혼하고 싶은 여자 | 정다정      | MBC     |                   |
| 2011  | 싸인                      | 정우진      | SBS     |                   |
| 2012  | 사랑도 돈이 되나요        | 윤다란      | MBN     |                   |
| 2012  | 무자식 상팔자             | 안소영      | JTBC    |                   |
| 2013  | 세 번 결혼하는 여자       | 오현수      | SBS     |                   |
| 2017  | 조작                      | 권소라      | SBS     |                   |
| 2019  | 봄이 오나 봄              | 이봄        | MBC     |                   |
| 2020  | 방법                      | 임진희      | tvN     |                   |
| 2020  | 산후조리원                | 오현진      | tvN     |                   |
| 2022  | 작은 아씨들               | 원상아      | tvN     |                   |
| 2023  | O'PENing - 여름감기       | 차인주      | tvN     | 단막극            |
| 2023  | 잔혹한 인턴               | 최지원      | TVING   | 12부작            |
| 2024  | 트렁크                    | 이선        | Netflix | 8부작             |
| 2025  | 독수리 5형제를 부탁해!    | 마광숙      | KBS2    | 54부작            |
| 2025  | 폭싹 속았수다             | 나민옥      | Netflix | 16부작            |
| 2025  | 탄금                      | 민연의      | Netflix | 12부작            |

*다년간 방송된 프로그램의 경우, 엄지원이 출연한 연도 또는 출연하기 시작한 연도를 가리킨다.

### 영화
| 연도 | 제목                        | 역할         | 비고                         |
| ---- | --------------------------- | ------------ | ---------------------------- |
| 2000 | 찍히면 죽는다               | 누나         |                              |
| 2002 | 오버 더 레인보우            | 김은송       |                              |
| 2003 | 똥개                        | 김정애       |                              |
| 2004 | 주홍글씨                    | 한수현       | 제9회 부산국제영화제 폐막작  |
| 2005 | 극장전                      | 최영실       |                              |
| 2006 | 야수                        | 강주희       | 우정출연                     |
| 2006 | 가을로                      | 윤세진       | 제11회 부산국제영화제 개막작 |
| 2007 | 기담                        | 박 교수의 딸 | 특별출연                     |
| 2007 | 스카우트                    | 김세영       |                              |
| 2008 | 좋은 놈, 나쁜 놈, 이상한 놈 | 나연         | 특별출연                     |
| 2009 | THE END                     |              | 단편영화                     |
| 2009 | 그림자 살인                 | 순덕         |                              |
| 2009 | 잘 알지도 못하면서          | 공현희       |                              |
| 2009 | 초대                        | 여자         | 단편영화                     |
| 2010 | 불량남녀                    | 김무령       |                              |
| 2010 | 페스티발                    | 지수         |                              |
| 2013 | 박수건달                    | 명보살       |                              |
| 2013 | 소원                        | 미희         |                              |
| 2015 | 경성학교: 사라진 소녀들     | 교장         |                              |
| 2015 | 더 폰                       | 조연수       |                              |
| 2016 | 미씽: 사라진 여자           | 지선         |                              |
| 2016 | 마스터                      | 신젬마       |                              |
| 2019 | 기묘한 가족                 | 정남주       |                              |
| 2021 | 방법: 재차의                | 임진희       |                              |
| 2023 | 정이                        | 이세연       | 특별출연                     |

*개봉일(공개일) 순.

### 뮤지컬
- 2009년 《기쁜 우리 젊은 날》 - 혜린

### 뮤직 비디오
- 2007년 〈안녕〉 - KCM

## 그 밖의 활동

### 방송진행
- 2008년~2010년 《한밤의 TV연예》 (SBS)
- 2012년 《오페라스타 2012》 (tvN)[57]
- 2017년 《이집 사람들》 (O tvN

### 게스트
- 2021년 7월 24일 MBC 전지적 참견 시점

### 홍보대사
- 2008년 제16회 춘사대상영화제 홍보대사(하정우와 함께)[58]
- 2011년 열린의사회 홍보대사[59]

## 수상 및 후보
| 연도 | 시상식                            | 부문                               | 작품                     | 결과 | 출처                             |
| ---- | --------------------------------- | ---------------------------------- | ------------------------ | ---- | -------------------------------- |
| 2003 | 제24회 청룡영화상                 | 신인여우상                         | 똥개                     | 후보 |                                  |
| 2004 | 제25회 청룡영화상                 | 여우조연상                         | 주홍글씨                 | 후보 |                                  |
| 2006 | 제27회 청룡영화상                 | 여우조연상                         | 가을로                   | 후보 |                                  |
| 2007 | 제15회 춘사영화제                 | 여우조연상                         | 가을로                   | 수상 |                                  |
| 2008 | 제5회 맥스무비 최고의 영화상      | 최고의 여자조연배우상              | 스카우트                 | 수상 | [ 깨진 링크 ( 과거 내용 찾기 ) ] |
| 2010 | 제18회 대한민국문화연예대상       | 영화배우부문 우수상                | 불량남녀                 | 수상 | 보관됨 2013-10-30 - 웨이백 머신  |
| 2011 | 제3회 아시아 주얼리 어워드        | 배우부문 사파이어상                | 빈칸                     | 수상 |                                  |
| 2011 | SBS 연기대상                      | 드라마스페셜부문 여자 최우수연기상 | 싸인                     | 후보 |                                  |
| 2013 | 제22회 부일영화상                 | 여우조연상                         | 박수건달                 | 후보 | 보관됨 2016-03-13 - 웨이백 머신  |
| 2013 | 제50회 대종상                     | 여우조연상                         | 박수건달                 | 후보 |                                  |
| 2013 | 제34회 청룡영화상                 | 여우주연상                         | 소원                     | 후보 |                                  |
| 2013 | 제33회 한국영화평론가협회상       | 여우주연상                         | 소원                     | 수상 |                                  |
| 2013 | 한국영화배우협회 스타의 밤 시상식 | 스타상                             | 소원                     | 수상 |                                  |
| 2014 | 제50회 백상예술대상               | 영화부문 여자 최우수연기상         | 소원                     | 후보 |                                  |
| 2014 | 제51회 대종상                     | 여우주연상                         | 소원                     | 후보 |                                  |
| 2014 | SBS 연기대상                      | 장편드라마부문 여자 최우수연기상   | 세 번 결혼하는 여자      | 후보 |                                  |
| 2016 | 제21회 춘사영화상                 | 여우조연상                         | 경성학교: 사라진 소녀들  | 수상 |                                  |
| 2016 | 제36회 황금촬영상                 | 최우수 주연여우상                  | 더 폰                    | 수상 |                                  |
| 2016 | 제52회 백상예술대상               | 영화부문 여자 조연상               | 경성학교: 사라진 소녀들  | 후보 |                                  |
| 2017 | 제18회 올해의 여성영화인상        | 연기상                             | 미씽: 사라진 여자        | 수상 |                                  |
| 2017 | SBS 연기대상                      | 월화드라마부문 여자 최우수연기상   | 조작                     | 후보 |                                  |
| 2018 | 제8회 마리끌레르 영화제           | 마리끌레르상                       | 미씽: 사라진 여자        | 수상 |                                  |
| 2019 | MBC 연기대상                      | 수목드라마부문 여자 최우수연기상   | 봄이 오나 봄             | 후보 |                                  |
| 2021 | 제57회 백상예술대상               | TV부문 여자 최우수연기상           | 산후조리원               | 후보 |                                  |
| 2023 | 서울콘 에이판 스타 어워즈         | 중편드라마 부문 여자 우수연기상    | 잔혹한 인턴, 작은 아씨들 | 수상 |                                  |

### 내용주
1. ↑  엄이웅은 이후 경상북도 개발공사 사장(제4대), 한도엔지니어링 회장을 지냈다. (출처).
2. ↑  《아직도 결혼하고 싶은 여자》는 2004년 방송된 《결혼하고 싶은 여자》의 후속편이다. (출처).
3. ↑  필명인 ‘오기사’로도 알려진 오영욱은 연세대학교 건축공학과를 졸업하고 건축사무소 ‘오기사 디자인’을 운영하고 있다.

### 참조주
1. ↑  정미희 (2009-5.6). “치열하게 한 사람을 살아내다”. 《오늘》 (51). ISSN 2005-7350. 2015년 1월 28일에 확인함.
2. ↑  “기독교 문화 잡지 ‘오늘’ 5·6월호… 가톨릭에서 기독교로 개종 배우 인터뷰”. 국민일보. 2009년 5월 10일. 2013년 11월 23일에 확인함.
3. ↑  엄지원. “严志媛的微博_微博”. 《웨이보》. 시나. 2016년 2월 4일에 확인함.
4. ↑  네이버. “네이버 인물정보 (엄지원)”. 2013년 11월 23일에 확인함.
5. ↑  김소연 (2004년 10월 28일). “청순가련 깜찍발랄 엄지원”. 서울신문. 23면. 2013년 11월 23일에 확인함.
6. ↑  “[새의자]경북도 정무부지사 엄이웅씨”. 동아일보. 2002년 7월 23일. 2013년 11월 23일에 확인함.
7. ↑  정근재 (2003년 9월 2일). “[동정] 엄이웅 정무부지사 퇴임식”. 영남일보. 2013년 11월 23일에 확인함.
8. ↑  씨네21. “씨네21 DB - 엄지원 (Uhm Ji-won)”. 2014년 3월 27일에 확인함.
9. ↑  정명진 (2002년 7월 9일). “[인터뷰] MBC ‘황금마차’ 주인공 엄지원”. 파이낸셜뉴스. 2013년 12월 19일에 확인함.
10. ↑  정명진 (2003년 2월 18일). “SBS 새 아침드라마 ‘당신 곁으로’”. 파이낸셜뉴스. 2014년 5월 10일에 확인함.
11. ↑  《힐링캠프》 (텔레비전 프로그램). 서울, 대한민국: SBS. 2011년 8월 8일. 2014년 5월 22일에 확인함.
12. ↑  문화부 (2003년 7월 30일). “영화 “똥개”서 야무진 비행소녀 엄지원”. 세계일보. 2014년 3월 27일에 확인함.
13. 1 2 3 4  영화진흥위원회. “KOFIC 영화관 입장권 통합전산망”. 2019년 12월 27일에 원본 문서에서 보존된 문서. 2014년 4월 26일에 확인함.
14. ↑  김미영 (2007년 9월 20일). “곽경택 감독 “‘친구’ 이후 줄줄이 흥행 실패, 후회 없지만 섭섭””. 뉴스엔. 2014년 5월 6일에 원본 문서에서 보존된 문서. 2014년 5월 6일에 확인함.
15. ↑  김병규 (2003년 7월 8일). “<새 영화> '똥개'”. 연합뉴스. 2014년 3월 27일에 확인함.
16. ↑  전상희, 정현석 (2003년 11월 27일). “[청룡영화상] 최우수작품-감독상등 사상 최고 치열한 경합”. 스포츠조선. 2014년 3월 29일에 원본 문서에서 보존된 문서. 2014년 3월 27일에 확인함.
17. ↑  고규대 (2007년 7월 20일). “엄지원, 와인같은 연기 꿈꾼다”. 스포츠한국. 2014년 5월 6일에 확인함.
18. ↑  송주연 (2006년 1월 17일). “토크2.1 엄지원의 배우 수업”. 《필름2.0》.
19. ↑  임정식 (2004년 5월 2일). “엄지원, SBS '폭풍 속으로'서 김민준과 가혹한 사랑”. 스포츠조선. 2014년 4월 8일에 원본 문서에서 보존된 문서. 2014년 4월 7일에 확인함.
20. ↑  임정식 (2004년 7월 23일). “엄지원, '파리의 연인' 후속작 '매직'에 캐스팅”. 스포츠조선. 2014년 4월 8일에 원본 문서에서 보존된 문서. 2014년 4월 7일에 확인함.
21. ↑  최윤정 (2004년 7월 22일). “섹시·신비·우아…‘주홍글씨’ 삼색미녀”. 스포츠투데이. 2014년 4월 7일에 확인함.
22. ↑  전상희 (2004년 11월 11일). “[제25회 청룡영화상] 여우조연상 후보”. 스포츠조선. 2014년 3월 27일에 원본 문서에서 보존된 문서. 2014년 3월 27일에 확인함.
23. ↑  김관명 (2005년 5월 12일). “'극장전', 중독성 강한 홍상수식 유머”. 스타뉴스. 2014년 4월 12일에 확인함.
24. ↑  김은형 (2005년 5월 4일). “홍상수감독 ‘극장전’ 칸영화제 막차 합류”. 한겨레. 2014년 4월 12일에 확인함.
25. ↑  김성원, 김인구 (2006년 10월 24일). “['가을로' 주연배우 3색 인터뷰] 유지태-김지수-엄지원”. 스포츠조선. 2014년 4월 26일에 원본 문서에서 보존된 문서. 2014년 4월 26일에 확인함.
26. ↑  김성원 (2006년 12월 13일). “[제27회 청룡영화상] 청룡상 판세 분석”. 스포츠조선. 2014년 3월 29일에 원본 문서에서 보존된 문서. 2014년 4월 26일에 확인함.
27. ↑  홍기원 (2007년 9월 14일). “[★포토]엄지원, 여우조연상 받았어요”. 스타뉴스. 2014년 4월 26일에 확인함.
28. ↑  이다혜 (2006년 9월 14일). “부산국제영화제 개막작 <가을로>”. 《씨네21》. 2014년 4월 26일에 확인함.
29. ↑  권재현 (2007년 1월 27일). “[Life Style]눈물 흘리는 ‘멜로’… 잇단 흥행참패”. 동아일보. 2014년 4월 26일에 확인함.
30. ↑  안길수 (2007년 11월 11일). “[영화 스카우트] 선동렬 영입 미션 받고 광주로 간 대학 체육부 직원”. 서울경제. 2014년 4월 29일에 원본 문서에서 보존된 문서. 2014년 4월 28일에 확인함.
31. ↑  이은식 (2005년 7월 11일). “엄지원, '야수' 권상우와 애틋한 사랑”. 경제투데이. 2014년 9월 16일에 원본 문서에서 보존된 문서. 2014년 4월 28일에 확인함.
32. ↑  이희진 (2007년 7월 14일). “엄지원, 특별출연 '기담'에서 비밀 인도”. 스포츠조선. 2014년 4월 28일에 원본 문서에서 보존된 문서. 2014년 4월 28일에 확인함.
33. ↑  이경호 (2008년 7월 23일). “‘칸’에서 살아난 여인, 엄지원”. 동아일보. 2014년 4월 28일에 확인함.
34. ↑  김건우 (2010년 4월 21일). “엄지원, '한밤' MC 하차..후임 송지효 발탁”. 스타뉴스. 2014년 4월 30일에 확인함.
35. ↑  모신정 (2009년 4월 2일). “'그림자 살인' 캐릭터 신선하지만 짜임새가 왠지…”. 한국일보. 2014년 4월 29일에 원본 문서에서 보존된 문서. 2014년 4월 30일에 확인함.
36. ↑  최재욱 (2009년 5월 14일). “‘마더’ ‘해운대’ ‘국가대표’, 한국 영화 흥행 이어갈까”. 스포츠경향. 2014년 7월 3일에 확인함. ‘그림자 살인’은 손익분기점을 넘기며 전국 괸객 192만명을 기록했다.
37. ↑  온라인뉴스팀 (2009년 5월 11일). “[영화세상]‘잘 알지도 못하면서‘ 엄지원 짱!”. 스포츠경향. 2014년 4월 30일에 확인함.
38. ↑  김희선 (2009년 4월 9일). “영화 '기쁜 우리 젊은 날' 뮤지컬로”. 연합뉴스. 2014년 4월 30일에 확인함.
39. ↑  두경아 (2009년 6월). “영화로 이미지 변신하고 뮤지컬 무대에 도전장 낸 엄지원”. 《레이디경향》. 2014년 4월 30일에 확인함.
40. ↑  김희연 (2009년 3월 9일). “퍼포먼스·무용·영화… 경계 허물고 뒤섞여 하나로”. 경향신문. 2014년 4월 30일에 확인함.
41. ↑  박세연 (2009년 4월 3일). “엄지원, 유지태 신작단편 ‘초대’ 출연”. 뉴스엔. 2014년 4월 30일에 확인함.
42. ↑  정유진 (2010년 1월 14일). “[포토엔]서른넷 세 여자 엄지원-박진희-왕빛나 ‘셋이 합해 102살’”. 뉴스엔. 2014년 4월 30일에 확인함.
43. ↑  김구철 (2010년 10월 6일). “[AM7] 백수건달서 경찰로 신분상승 “근데 왜 불쌍해 보이냐고요””. 문화일보. 2014년 5월 1일에 확인함.
44. ↑  서은혜 (2011년 3월 10일). “[굿바이 싸인] 수목극 1위 '질주'…성공요인과 남긴 것”. TV리포트. 2014년 5월 2일에 확인함.
45. ↑  이수아 (2012년 10월 22일). “'무자식 상팔자' 엄지원, "미혼모역 매니저가 싫어했다"”. TV리포트. 2014년 5월 2일에 확인함.
46. ↑  진현철 (2012년 12월 27일). “[리뷰]당신이 알던 박신양은 잊어라 ‘박수건달’”. 스타투데이. 2014년 5월 3일에 확인함.
47. ↑  김현록 (2013년 11월 20일). “몰라봐서 죄송~ 2013 뒷통수 친 흥행작들②”. 스타뉴스. 2014년 5월 3일에 확인함.
48. ↑  김가연 (2013년 9월 26일). “[김가연의 어떤씨네] '소원', 벼랑 끝이라도 한 줄기 빛은 있다(리뷰)”. 스포츠서울. 2014년 5월 4일에 확인함.
49. ↑  온라인뉴스팀 (2013년 11월 29일). “엄지원, 영평상 여우주연상 수상 "연기 11년 만에 첫 여우주연상"”. 스포츠경향. 2014년 5월 3일에 확인함.
50. ↑  특별취배반 (2013년 11월 23일). “[청룡영화상 말말말] 여우주연상 한효주 "무겁고 무섭다"”. 스포츠조선. 2014년 5월 3일에 확인함.
51. ↑  김연지 (2014년 4월 28일). “제50회 백상예술대상 TV·영화부문 후보 공개 ‘공식 발표’”. 일간스포츠. 2014년 5월 31일에 확인함.
52. ↑  이정현 (2014년 11월 11일). “제51회 대종상영화제 노미네이트 확정, ‘변호인’ 11개 부문 후보”. 스포츠한국미디어. 2014년 12월 31일에 확인함.
53. ↑  윤기백 (2013년 10월 28일). “'세 번 결혼하는 여자' 엄지원, 털털한 애견용품 디자이너 파격 변신”. 스포츠월드. 2014년 5월 3일에 원본 문서에서 보존된 문서. 2014년 5월 3일에 확인함.
54. ↑  전아람 (2014년 5월 27일). ““엄지원 결혼, 축사 읽을 때 눈물..영화같은 결혼식””. 뉴스엔. 2014년 5월 27일에 원본 문서에서 보존된 문서. 2014년 5월 27일에 확인함.
55. ↑  김지연 (2008년 3월 19일). “'온에어', 캐스팅 과정 흥미있게 묘사 '눈길'”. 스타뉴스. 2014년 4월 30일에 확인함.
56. ↑  박창수 (2004년 9월 13일). “<부산영화제 개.폐막 작품>”. 연합뉴스. 2014년 5월 6일에 확인함.
57. ↑  연예뉴스팀 (2012년 3월 17일). “‘오페라 스타’ 엄지원, MC 가능성 무한 발휘 ‘빛냈다’”. 세계일보. 2014년 5월 3일에 확인함.
58. ↑  김예나 (2008년 8월 19일). “하정우-엄지원, 춘사 대상영화제 홍보대사 동반낙점”. 뉴스엔. 2014년 4월 30일에 확인함.
59. ↑  서병기 (2011년 2월 11일). “‘싸인’ 엄지원, 열린의사회 홍보대사로 위촉”. 헤럴드경제. 2014년 4월 30일에 확인함.